# 静岡市立清水有度第二小学校
静岡市立清水有度第二小学校（しずおかしりつ しみずうどだいにしょうがっこう）は、静岡県静岡市清水区草薙杉道3丁目にある公立小学校。

## 沿革
- 1968年（昭和43年）4月1日 - 「清水市立有度第二小学校」開校[1]。
- 1977年（昭和52年）11月26日 - 開校10周年記念式挙行、カプセル埋蔵[1]。
- 1987年（昭和62年）11月 - 開校20周年式典挙行[1]。
- 1993年（平成5年）3月15日 - 開校25周年記念『子どもと教師の四季』発刊[1]。
- 1997年（平成9年）11月1日 - 開校30周年記念式典[1]。
- 2003年（平成15年）4月1日 - 静岡市との合併に伴い、「静岡市立清水有度第二小学校」に改名[1]。

## 通学区域
清水区

| - 草薙 - 草薙一～三丁目 - 草薙一里山 - 草薙北 - 草薙杉道一丁目の一部 - 草薙杉道二丁目・三丁目 | - 楠 - 楠新田 - 中之郷 - 中之郷一～三丁目 - 長崎南町 - 谷田 |